# Dimanche du Pardon
Le Dimanche du Pardon appelé aussi « dimanche de l'expulsion d'Adam et Ève du Paradis » par les chrétiens orthodoxes, « dimanche des laitages » ou « dimanche de la Tyrophagie » ou encore « dernier jour des laitages » est une célébration des Églises d'Orient — Églises orthodoxes et Églises catholiques de rite byzantin —, partie de la liturgie pascale, ayant lieu sept semaines avant le dimanche de Pâques (P - 49). C'est le dernier dimanche du Petit Carême. Il suit le dimanche du Jugement dernier (P - 56) et précède le dimanche de l'Orthodoxie (P - 42). C'est à la fin de ce dimanche qu'entrant dans le Grand Carême, les fidèles s'abstiennent de toute nourriture animale.

## Signification et pratique
En ce dernier dimanche avant le début du Grand Carême, l’Église évoque l’expulsion d’Adam et Ève du Paradis. Dieu leur avait commandé de s’abstenir de consommer les fruits d’un arbre (Genèse 2, 16), mais ils ont désobéi à ce commandement.
L’Évangile du jour conseille la bonne manière de jeûner : 
« Quand vous jeûnez, ne vous donnez pas un air sombre comme les hypocrites : ils prennent une mine défaite, pour que les hommes voient bien qu’ils jeûnent. En vérité je vous le dis, ils tiennent déjà leur récompense. Pour toi, quand tu jeûnes, parfume ta tête et lave ton visage, pour que ton jeûne soit connu, non des hommes, mais de ton Père qui est là, dans le secret ; et ton Père, qui voit dans le secret, te le rendra.
 »
— Matthieu, 6, 16-18.
Lors de ce dimanche du Pardon, beaucoup de fidèles participent aux Vêpres du Pardon. Ils entrent dans cette saison de jeûne en s’offrant l’un l’autre le pardon, afin que Dieu aussi leur pardonne leurs fautes.
Depuis le dimanche précédent (dimanche du Jugement dernier), la consommation de la viande a été suspendue, mais la consommation des œufs et des laitages a continué d'être pratiquée. Le soir du dimanche du Pardon marque la fin du Petit Carême et le début du Grand Carême. C'est le dernier jour où ces aliments sont autorisés, d'où le nom de « dernier jour des laitages ». Lors du carême, la consommation des produits animaux (excepté celle du poisson sous certaines conditions) sera proscrite. Les rideaux de l'autel des Églises arméniennes orthodoxes sont fermés, la Divine Liturgie est célébrée à l'abri de la vue des fidèles et l'Eucharistie n'est pas distribuée.
Le dimanche du Jugement dernier a inauguré la semaine de Carnaval qui se termine au soir du dimanche du Pardon. Le lendemain du dimanche du Pardon est le Lundi pur, premier jour du carême et jour de grandes purifications.

## Rituel du pardon
Après la conclusion des Vêpres, le prêtre vient devant l’analogion ou devant l’ambon. Les fidèles s’approchent un à un, vénèrent l’icône, puis chacun fait une grande métanie (prostration) devant le prêtre, en disant : « Pardonnez-moi, le pécheur. » Le prêtre répond : « Que Dieu vous pardonne. Pardonnez-moi » et fait lui aussi une métanie devant le fidèle. Celui-ci répond, à son tour : « Que Dieu vous pardonne », puis reçoit la bénédiction du prêtre. Pendant ce rituel du pardon, le chœur chante les irmos du Canon pascal ou les stichères pascales. Après avoir reçu la bénédiction du prêtre, les fidèles se demandent et s’offrent le pardon l’un à l’autre.

## Hymnographie
Kondakion (Ton 6)

     Guide de la sagesse, Prince de l'intelligence 

     Tu enseignes les insensés, Tu défends les pauvres 

     Maître, garde ferme et sage mon cœur 

     Verbe du Père, donne moi la parole 

     Permets à mes lèvres de Te dire 

     Compatissant, aie pitié de moi, qui suis tombé.
Ikos

    Adam était alors en face des délices du Paradis et se lamentait. Il se frappait le visage de ses mains et disait : Compatissant, aie pitié de moi qui suis tombé.

    Voyant l'ange qui le chassait et fermait la porte du jardin de Dieu, Adam gémissait et disait - Compatissant, aie pitié de moi, qui suis tombé.

    Paradis, souffre avec le Créateur appauvri. Par la voix de tes feuilles, prie-Le de ne pas te fermer - Compatissant, aie pitié de moi qui suis tombé.

    Incline tes arbres vivants. Et prosterne-toi devant Celui qui te garde, pour demeurer ouvert à celui qui appelle - Compatissant, aie pitié de moi qui suis tombé. 

    Je sens ta beauté et me consume, me souvenant combien je me réjouissais du parfum des fleurs - Compatissant, aie pitié de moi qui suis tombé.

    Maintenant, je sais ce qui m'arrive. Maintenant, je connais ce que Dieu m'a dit dans le Paradis. En prenant Eve tu M'oublies. - Compatissant, aie pitié de moi qui suis tombé.

    Paradis de toute vertu, de toute sainteté, de toute béatitude, planté pour Adam et fermé par Eve, supplie Dieu pour l'homme déchu - Compatissant, aie pitié de moi qui suis tombé. 

    Je suis souillé, je suis détruit, je suis asservi à mes serviteurs. La crainte m'a soumis aux serpents et aux bêtes. Ils me font peur - Compatissant, aie pitié de moi qui suis tombé.

    Je ne peux plus jouir des fleurs. Épines et ronces la terre me donne, et non des fruits - Compatissant, aie pitié de moi qui suis tombé. 

    Je l'ai voulu, j'ai renversé la table qui ne me donnait nulle peine. Désormais à la sueur de mon visage je mange mon pain - Compatissant, aie pitié de moi qui suis tombé.

    Ma gorge qu'ont réjouie les eaux saintes est emplie d'amertume par tous mes gémissements, quand j'appelle - Compatissant, aie pitié de moi qui suis tombé.

    Comment suis-je tombé ? Où suis-je allé ? De la hauteur au fond du monde. A la misère de mon être m'a mené le reproche divin - Compatissant, aie pitié de moi qui suis tombé.

    Satan exulte désormais. Il m'a dépouillé de ma gloire. Mais il ne s'en réjouit pas. Car voici que me revêt mon Dieu - Compatissant, aie pitié de moi qui suis tombé.

    Dieu Lui-même a compassion de moi. Il revêt ma nudité. Et Il me le montre. J'ai transgressé. Pourtant Il veille sur moi - Compatissant, aie pitié de moi qui suis tombé.

    Le vêtement signifie ma condition future. Car Celui qui me revêt désormais, bientôt me porte et me sauve. - Compatissant, aie pitié de moi qui suis tombé.

    Adam a vite connu la volonté de mon cœur. Je ne t'enlève pas cette espérance en toi qui appelles - Compatissant, aie pitié de moi qui suis tombé.

    Je ne veux ni ne désire la mort de ma créature. S'il se fait sage dans la mesure, Je glorifierai dans l'éternité celui qui appelle - Compatissant, aie pitié de moi qui suis tombé.

    Donc Sauveur, maintenant sauve-moi qui Te cherche dans mon désir. Je ne veux pas Te prendre. Mais je veux que Tu me prennes et appeler - Compatissant, aie pitié de moi qui suis tombé.

    Nul n'est pareil à Toi, Tout Saint, Tout Pur. Regarde du haut du ciel en ta miséricorde. Et sauve-moi qui appelle indignement - Compatissant, aie pitié de moi qui suis tombé.

    Porte le cœur à la louange. Relève celui qui gît sur la couche et qui T'appelle, Sauveur, indignement - Compatissant, aie pitié de moi qui suis tombé.

    Relève, recueille en ton amour de l'homme celui qui est tombé. Viens, Sauveur, près de moi qui ai perdu ma vie maintenant et appelle - Compatissant, aie pitié de moi qui suis tombé.

    Unité, Trinité ni divisée, ni séparée, par les prières de la Mère de Dieu aie compassion de moi. Pardonne les fautes de ceux qui appellent Compatissant, aie pitié de moi qui suis tombé.